# Winterthurer Ereignisse
Der Begriff Winterthurer Ereignisse bezeichnet eine Reihe von Farb-, Brand- und Sprengstoffanschlägen sowie die nachfolgende Verhaftungswelle innerhalb der Jugendszene in der Schweizer Stadt Winterthur im Jahr 1984.

## Vorgeschichte und politisches Umfeld
Zu den Jugendunruhen in der Schweiz zu Beginn der 1980er Jahre zählten auch die Zürcher Opernhauskrawalle im Mai 1980. Darauf bezogen schrieben die Neuen Zürcher Nachrichten im Juli 1980, dass in Winterthur die Uhren eben ein wenig anders gingen und die Jugendlichen nicht nackt zum Protest herum flitzen und es Ferienveranstaltungen gäbe, «wo auch rebellierende Jugendliche sich für konstruktives Mitmachen zu begeistern vermögen».
Am 18. Oktober 1980 gab es in Winterthur Demonstrationen gegen die Lieferung von Schwerwasseranlagen, die man auch für den Bau von Atombomben brauchen konnte, durch die Sulzer an die damalige argentinische Militärdiktatur. Zweieinhalb Wochen nach dieser Demonstration wurden zwei angebliche Teilnehmer in Einzelhaft gesetzt. Als ein Zeuge dann aussagte, dass der eine mutmassliche Teilnehmer zu besagtem Zeitpunkt gar nicht in Winterthur war, liess der Bezirksanwalt auch diesen wegen Falschaussage verhaften. Erst als weitere Zeugen seine Aussage bestätigten, mussten beide Verhaftete freigelassen werden. Der zweite verhaftete Teilnehmer war der Kunstmaler Aleks Weber, später einer der Hauptakteure bei den Winterthurer Ereignissen ab 1984. Er wurde nach neun Tagen in Einzelhaft zu einer Gefängnisstrafe verurteilt, weil er bei der Demonstration Sprayende vor Polizeispitzeln gewarnt hatte. Dieses Urteil wurde bereits damals von der Presse kritisiert, so meinte der damalige SVP-Nationalrat Erwin Akeret im konservativen Weinländer Tagblatt, dass solche unverhältnismässige Massnahmen bestens dafür geeignet seien, das bisher ruhige Klima anzuheizen. Als Folge dieses Urteils schloss das Jugendhaus Winterthur den Bezirksanwalt Eugen Thomann aus seinem Trägerverein aus.
Kurz darauf wurde dann Weber bei einer Razzia im Jugendhaus mit fünf weiteren Jugendlichen wiederum verhaftet. Die Verhafteten wurden in Isolationshaft gesetzt und es wurde eine Kontaktsperre gegen die Anwälte verhängt. Dagegen protestierten auch die Demokratischen Juristinnen und Juristen, worauf der spätere Bundesrat Rudolf Friedrich das Vorgehen der Justiz verteidigte. Was die Staatsanwaltschaft mit den Inhaftierungen genau erreichen wollte, ist unklar.
Ein Jahr später wurde in Winterthur gegen die Waffenausstellung W81 in der Eulachhalle protestiert. Der Menschenteppich, bei denen die Messebesucher symbolisch über Leichen gehen mussten, wurde dabei von einer nie zur Rechenschaft gezogenen anonymen «Bürgerwehr» mit Jauche abgespritzt. Gemäss Tages-Anzeiger-Journalistin Kathrin Bänziger hatte sich in Winterthur «innerhalb kürzester Zeit ein Null-Toleranz-Klima gegen solche Proteste der Jugendbewegung aufgebaut, die den Nährboden für die späteren Ereignisse bildeten».

## Ablauf der Winterthurer Ereignisse

### Anschläge in Winterthur
Zwischen 1981 und 1983 kam es dann auch in Winterthur zu insgesamt 16 verschiedentlichen Anschlägen auf Baustellen, Ämter, Armeefahrzeuge und weitere Objekte. Aber die Anschläge in Winterthur zu der Zeit stammten nicht alle von den später sogenannten Inhaftierten «Wintis», so wurde auch eine 22-jährige Hausangestellte bereits früher der 13-fachen Brandstiftung überführt, und auch weitere Vorfälle sind nicht alle den «Wintis» zuzuordnen. Dabei war am 18. März 1983 auch das Stadthaus Winterthur das Ziel eines Molotow-Cocktails.
Am 17. Juni 1984 wurde beim Rossberg eine Fahrleitung der Bahnstrecke Winterthur–Zürich medienwirksam kurzgeschlossen, wodurch sich die Heimreise von Besuchern des Eidgenössischen Turnfests verzögerte (Im Vorfeld des Turnfests liess die Stadt für 73'000 Fr. Sprayereien entfernen, auch ungefragt bei Privatgrundbesitzern, um einen möglichst sauberen Eindruck zu hinterlassen). In den beiden Folgenächten wurden ein Brandanschlag auf die Altersbeihilfe Winterthur versucht und auf einen Bauwagen; am 21. Juni wurde die Bundesstaatsanwaltschaft eingeschaltet. Diese nahm unter der Leitung von Hans Vogt Ermittlungen wegen Gefährdung durch Sprengstoffe auf und führte dabei auch Telefonüberwachungen, Observationen und Kehricht-Analysen durch. Bereits zu dieser Zeit drang die Polizei auch immer wieder ohne Durchsuchungsbeschluss in Wohngemeinschaften ein.
Einen Monat nach der Aufnahme der Ermittlungen kam es zu einem Anschlag mit Schwarzpulver auf das Gebäude der Hypothekar- und Handelsbank an der Stadthausstrasse 14. Dabei entstand ein Sachschaden von 11'500 Franken.
Am 7. August 1984 erreichte die Serie mit dem Sprengstoffanschlag auf das Haus von Bundesrat Rudolf Friedrich ihren Höhepunkt; Personen wurden hier, wie auch bei den restlichen Anschlägen der letzten Jahre, keine verletzt. Gemäss Anklageschrift entstand ein Sachschaden von ca. 20'000 Franken, hauptsächlich durch ein zerborstenes Wohnzimmerfenster. Der Anschlag löste ein breites Medienecho auf und zwang auch die Behörden zum Handeln. Die NZZ sprach dabei von einem Vandalenakt mit «terroristischen und anarchistischen Zügen». Friedrich, der zuerst von einem Blitzeinschlag ausgegangen war, sprach von einem Anschlag auf die «freiheitliche Gesellschaftsordnung». Im Nachgang kam es noch zu Anschlägen auf eine Bürobaracke der Firma Rieter am 20. August (Sachschaden: ca. 14'000 Franken) sowie auf das Technikum am 21. September (ca. 4'000 Franken).

### Verhaftungen im November 1984
Am 20. November 1984 wurde in der grössten je im Kanton Zürich durchgeführten Polizeiaktion mit dem Namen «Engpass» 32 Jugendliche in drei Wohngemeinschaften verhaftet. Der Landbote berichtete nach dieser Verhaftungswelle unter anderem mit einer spürbaren Erleichterung in Winterthur und lobte die Polizei. Die grossangelegte Polizeiaktion stiess aber auch auf Kritik innerhalb der Presse. Beispielsweise wurden oberhalb des Alternativrestaurants «Widder» auch Wohnungen durchsucht, für die gar kein Durchsuchungsbefehl vorlag. Eugen Thomann, Leiter der Aktion «Engpass» und damaliger Polizeikommandant der Stadtpolizei, wertete die Massenverhaftungen später als Erfolg, da es nach ihnen ruhig in Winterthur geworden sei und dies der Beweis dafür sei, dass die Polizei die Richtigen verhaftet habe. Auch habe die Polizei auf Haftbefehle der Bundesanwaltschaft reagiert und es habe sich bis zur Aktion «Engpass» eine Schadenssumme von einer halben Million Schweizer Franken aus 30 verschiedenen Delikten aufsummiert.
Eine Woche nach der Aktion «Engpass», am 27. November, erschoss sich Hans Vogt, leitender Ermittler der Bundespolizei, mit seiner Dienstpistole. Zum Grund seines Suizids gibt es zwei Versionen: Einerseits hatte sich Vogt zum Scherz in einem Winterthurer Hotel mit Reiseziel «Beirut» angemeldet und dies hätte die Kantonspolizei Zürich, bei der er nicht allzu beliebt war, nach Bern gemeldet. Anderseits sprach die Bundesanwaltschaft einfach von einem Krankheitsfall, der nichts mit den Winterthurer Ereignissen zu tun habe. Auch hatte Vogt wegen schleppenden Ermittlungen unprotokollierte Verhöre geführt und gilt als Verfasser des anonymen Briefes, den Gabi S. erhalten hatte und der sich vulgär gegen ihren Freund und einen der verhafteten Hauptverdächtigen, Aleks Weber, richtete. Im Abschiedsbrief Vogts nannte er Probleme mit der Kantonspolizei als Grund für seinen Suizid und verbot mehreren namentlich genannten Beamten der Kantonspolizei, an seinem Begräbnis teilzunehmen.

### Tod von Gabi S.

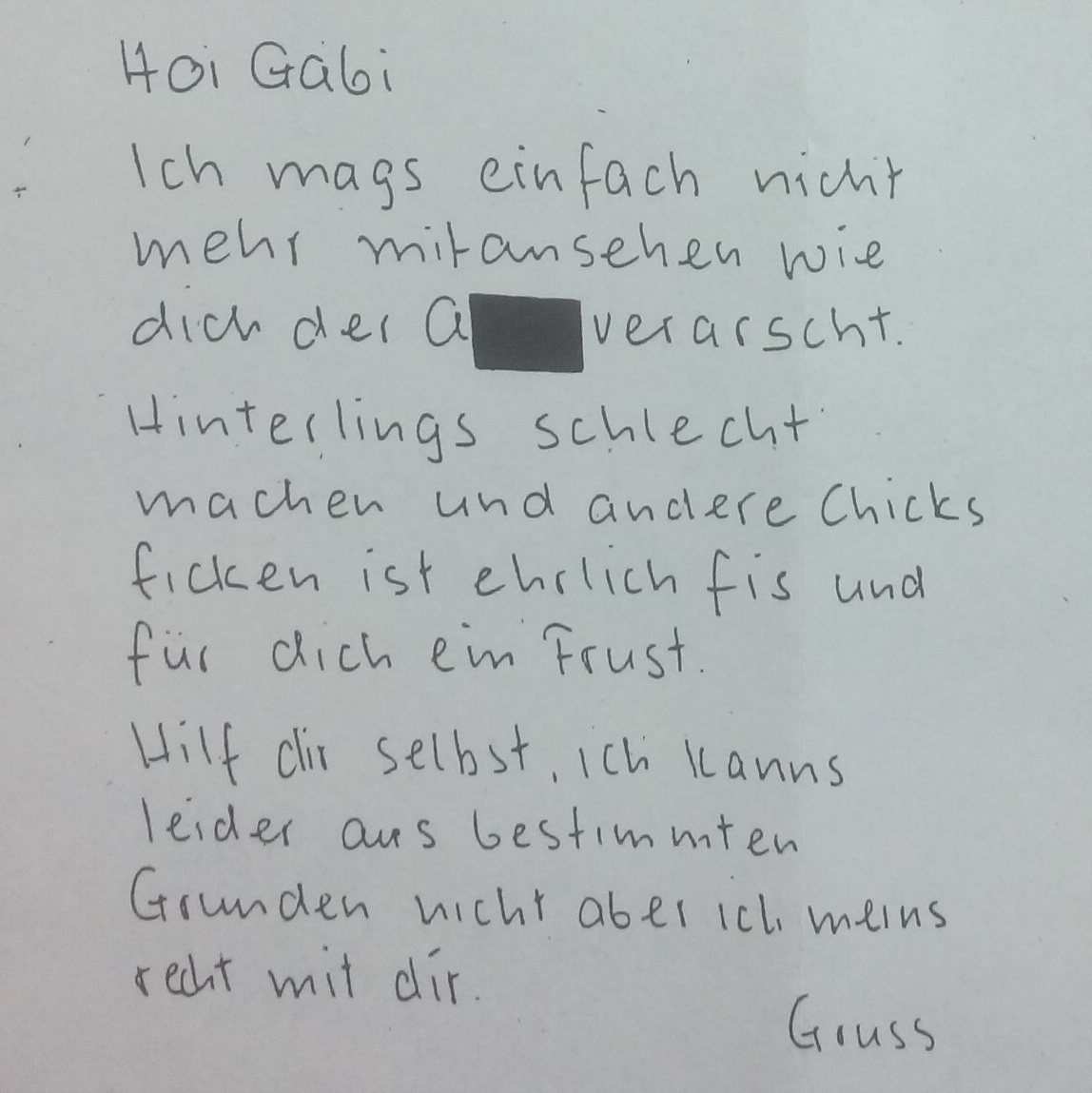
Der anonyme Brief an Gabi

Die 23-jährige Gabi S. wurde bereits einen Tag vor der Polizeiaktion «Engpass» verhaftet und war die Freundin des Hauptverdächtigen Aleks Weber, sie selbst gehörte jedoch nicht zu den Hauptverdächtigen und ihr konnte die Polizei einzig die Beteiligung an einem Anschlag mit zwei Jogurtgläsern, gefüllt mit roter Farbe, gegen die frisch renovierte Kirche St. Peter und Paul nachweisen, den sie auch gestand. Sie wurde von Beginn an, wie andere Verhaftete auch, in Isolationshaft gehalten und in ihren Rechten eingeschränkt. Ihre Anwältin Cornelia Kranich konnte Gabi S. erstmals und auch das einzige Mal nach zweieinhalb Wochen in Haft am 6. Dezember sehen und dies auch nur unter Beobachtung eines Kantonspolizisten. Gegen ihre Haftbedingungen protestierten ihre Eltern am 12. Dezember beim zuständigen Staatsanwalt Jörg Rösler und verwiesen auf die Folgen von Einzelhaft und der ungewöhnlichen Einschränkungen von Besuchen und Anwaltsrechten. Auch wurde in verschiedenen Flugblättern und anderen auf die Haftbedingungen der sogenannten «Wintis» aufmerksam gemacht. Am 15. Dezember 1984 kam es in Winterthur zu einer Demonstration gegen die unmenschlichen Haftbedingungen in den Gefängnissen.
Während ihrer Haftzeit wurde Gabi S. mehrmals der später dem leitenden Bundesbeamten Hans Vogt zugeordnete anonyme Brief vorgehalten, den sie bereits vor ihrer Verhaftung erhalten hatte und ihren Freund diffamierte. Man versuchte sie hiermit gegen ihren Freund auszuspielen, der sie angeblich für den «letzten Dreck» halten würde. Über dieses Verhalten der Polizisten beklagte sie sich fast die ganzen 45 Minuten beim ersten Besuch ihrer Anwälte am 6. Dezember. Auch verbreitete man bei der Verhaftung ihres Freundes Aleks Weber die Lüge, dass man diesen mit einer anderen Frau im Bett vorgefunden habe.

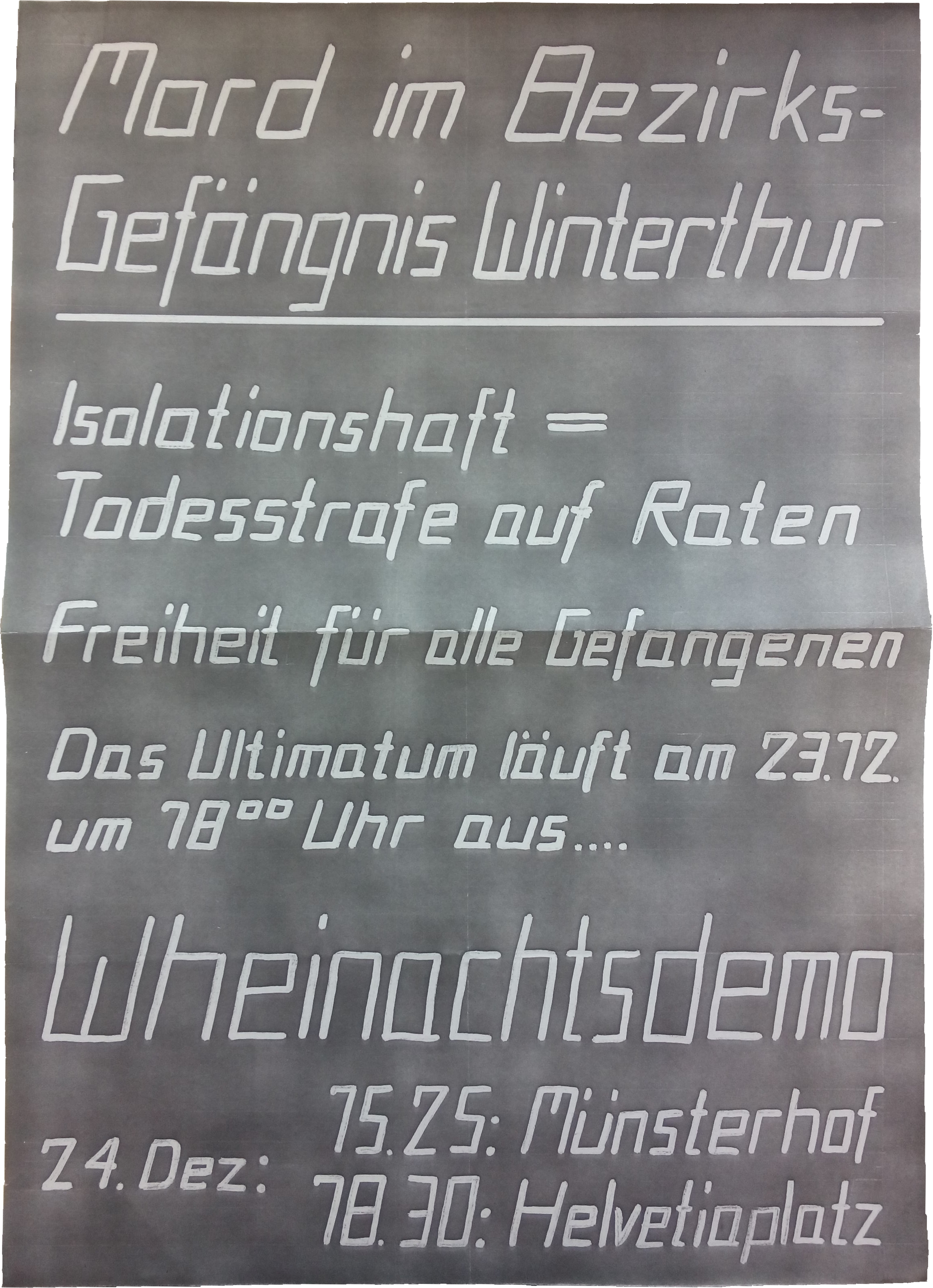
Demonstrationsaufruf zu einer Weihnachtsdemo in Zürich nach Gabis Suizid

Am 17. und 18. Dezember wurde Gabi S. nach vier Wochen in Isolationshaft von zwei eigens aus Bern angereisten Bundespolizisten acht bis neun Stunden ununterbrochen verhört, sie erhofften sich von ihr neue Erkenntnisse über mögliche Taten von ihrem Freund Aleks Weber – denn auch Wochen nach den Festnahmen konnte man dem Verhafteten kaum etwas nachweisen. Sie hatte während des Verhörs, bei dem ihr unter anderem jegliches Essen verweigert wurde, ausgesagt, dass Res S. möglicherweise einen Bekennerbrief zum Anschlag auf Friedrichs Haus geschrieben hatte – der Brief tauchte übrigens nie auf. Nach dem Verhör teilte man Gabi mit, dass der Bezirksanwalt nun alle anderen Gefangenen darüber informieren werde, dass sie ein Geständnis abgelegt und ihre Freunde verraten habe. Gemäss einem offenen Brief von fünf Mitgefangenen habe man nach dem letzten Verhör aus Gabi S.’ Zelle noch lange Zeit Schluchzen und Schreie gehört. Am darauf folgenden Tag wurde Gabi S. mit einem Tauchsieder erhängt in ihrer Zelle im Bezirksgefängnis Winterthur aufgefunden. Bei einer Pressekonferenz einen Tag nach Gabis Suizid warfen die Anwälte der neun verbliebenen Inhaftierten den Behörden vor, dass sie die Verhafteten «um jeden Preis, auch den von Leichen, weichkochen wollen». Eigentlich hätten an der Pressekonferenz auch die Eltern der Inhaftierten teilnehmen sollen, aufgrund eines Flugblatts einer Bürgerwehr liessen diese das jedoch aus Furcht vor Vergeltungsaktionen bleiben. Die Behörden verteidigten ihr Vorgehen und verwiesen auf einen enormen Druck von aussen, der auf Gabi S. gelastet hätte – auch durch ihre Anwälte. Auch behauptete Ueli Arbenz von der Bezirksanwaltschaft Winterthur an der Pressekonferenz, dass Gabi S. in ihrem Abschiedsbrief ein angebliches Geständnis über eine «äusserst massive Sachbeschädigung» nochmals bestätigt habe. Jedoch stand im wirklichen Abschiedsbrief, der später Gabi S.’ Mutter ausgehändigt wurde, lediglich, dass sie weder Feuer gelegt noch Bomben gebastelt habe, von einem bestätigten Geständnis war keine Rede. Bereits kurz vor dem Verhör hatte Bezirksanwalt Arbenz in einem Interview zugegeben, dass die Behörde einige Personen festgenommen hatte, obwohl sie wusste, dass diese unschuldig waren.
Diese Beugehaft genannte Praxis ist in der Schweiz verboten. Auch von Seiten der Anwälte der Inhaftierten wurden verschiedene Vorwürfe laut, die unter anderem die unzulässigen Haftbedingungen, mangelnde Beweislage für die Verhaftungen und die Einschränkungen des Besuchsrecht beklagten. So durften diese ihre Mandanten erstmals nach 23 Tagen Untersuchungshaft sehen und das Überbringen der Todesnachricht von Gabi S. an deren Freund wurde von zwei Beamten überwacht und protokolliert. Der Vorwurf, dass der Suizid vorhersehbar war, wurde von Staatsanwalt Rösler abgewiesen und auch nach diesem Vorfall erachtete er eine erhöhte Aufmerksamkeit diesbezüglich als «nicht notwendig».
Reagiert auf den Suizid von Gabi S. wurde trotzdem: Kurz nach dem Tod von Gabi S. wurden die meisten anderen Verhafteten aus der Untersuchungshaft entlassen. Sie installierten eine Mahnwache in der Winterthurer Marktgasse beim Justitiabrunnen. Am 27. Dezember 1984 erfolgte ein Jaucheanschlag von drei Unbekannten auf die mit etwa 20 Leuten besetzte Mahnwache, die wenig später nach einer weiteren Drohung abgebrochen wurde. Im Februar 1985 waren nur noch Aleks Weber und der auf der Flucht in Genf verhaftete zweite Hauptverdächtige Res S. inhaftiert, die restlichen Verhafteten musste die Polizei entlassen.

### Gerichtsprozesse gegen Aleks Weber
Über ein Jahr nach der Entlassung der restlichen Verhafteten erhob Staatsanwalt Pius Weber am 3. April 1986 Anklage gegen Aleks Weber und lastete ihm in einem Indizienprozess sechs Brand- und Sprengstoffanschläge an. In der Anklageschrift war dabei von «blankem Terror mit Sachschaden in Millionenhöhe» die Rede, gleichzeitig konnte er Weber konkret nur eine Schadenssumme von 36'000 Fr. anrechnen. Der Rest der Anklage beruhte auf eine in Webers Wohngemeinschaft gefundenen Bombenbauanleitung und Treibladungspartikel in seinem Atelier, die mit denen der Bomben übereinstimmten. Kurz vor der Urteilsverkündung veröffentlicht der Journalist Erich Schmid eine erste Ausgabe seines Buches Verhör und Tod in Winterthur und findet mit seinen Recherchen eine breite Beachtung in den Medien.
Der Kunstmaler Aleks Weber wurde am 16. September 1986 vom Zürcher Obergericht zu acht Jahren Zuchthaus verurteilt. Dieses als übertrieben empfundene Urteil stiess erneut auf massive Kritik, so bezeichnete die Weltwoche das Urteil als «politisch motiviert» und der Landbote berichtete von einem «frevelhaften Urteil». Das Zürcher Kassationsgericht hob dieses Urteil später wegen willkürlicher Beweisführung wieder auf, so dass Weber am 23. Juli 1987 nach drei Jahren Einzelhaft entlassen wurde. In einer neuen Hauptverhandlung vor dem Obergericht wurde er für drei Sprengstoffanschläge verantwortlich gemacht, der Anschlag auf das Haus von Bundesrat Friedrich konnte ihm hingegen nicht nachgewiesen werden, und Weber wurde zu vier Jahren Haft verurteilt.
Am 15. Januar 1988 wurde die «Winterthurer Erklärung» von einem Zusammenschluss aus Eltern, Anwälten und Betroffenen veröffentlicht. Darin wurde die ganze Vorgehensweise von Polizei und Staatsanwalt nochmals kritisiert und Bilanz gezogen: Von den 32 eröffneten Strafverfahren führten lediglich drei zu Verurteilungen im Bezug auf die Sprengstoffanschläge. Bei den weiteren Verfahren kam es zu neun Verurteilungen wegen Sprayereien, vier Freisprüchen und zwölf Sistierungen. Um die Anklagen wegen Sprayereien überhaupt möglich zu machen, musste das Strasseninspektoriat Winterthur zuvor auf Aufforderung der Kantonspolizei für jede einzelne Sprayerei eine Strafanzeige einreichen und diese fotografisch dokumentieren, obwohl solche Straftaten eigentlich in die Zuständigkeit der Stadtpolizei fielen. Hierbei sammelte sich im Jahr 1975 die Summe von 450 bis 500 Sachbeschädigungen an, wobei zum Beispiel drei verschiedenen Farben auf einer kleinen Fläche in einer Wülflinger Unterführung auf Geheiss der Kantonspolizei als drei verschiedene Straftaten zu erfassen waren.
Am 19. August 1989 wurde Aleks Weber am Rande einer gewalttätigen Demonstration in Zürich erneut verhaftet und wegen Aufruf zur Gewalt zu vierzehn Tagen unbedingt verurteilt. Belastet hatten ihn zwei Polizisten, während ihn zwei Zeugen vor Gericht entlasteten. In den Medienberichten wurde dieses Urteil als Niederlage der Zürcher Justiz angesehen, die sich an Weber rächen wollte. Weber starb am 14. April 1994 in Winterthur an den Folgen seiner AIDS-Erkrankung.

### Gerichtsprozesse gegen Res S.
Res S. wurde auch kurz nach Webers erster Entlassung auf Anordnung des Obergerichts freigelassen, nachdem ein Gutachten festgestellt hatte, dass er nicht eindeutig als der Verfasser der ihm angelasteten Bekennerbriefe zugeordnet werden konnte. S. wurde am 11. Dezember 1989 vom Obergericht Zürich in einem weiteren Indizienprozess zu sieben Jahren Zuchthaus verurteilt. Auch dieses Urteil wurde unter anderem vom Landboten hinterfragt, da es bloss auf einer Indizienkette basierte. Sein Urteil bestätigte das Obergericht in einem zweiten Prozess am 8. Februar 1990 nochmals. Das Urteil des Obergerichts gegen S. wurde im Juli 1992 wie bereits das Urteil gegen Aleks Weber vom Kassationsgericht Zürich aufgehoben, weil das Obergericht Verteidigerrechte nicht beachtet und den Argumenten der Verteidigung zu wenig Beachtung geschenkt hatte. Das Obergericht verurteilte ihn dann in einem dritten Prozess zu einer Gefängnisstrafe 3 Jahren und 9 Monaten. Auch dieses Urteil wurde vom Kassationsgericht wieder aufgehoben, da das Obergericht ein weiteres Mal die entlastenden Beweise für S. zu wenig beachtet hat. Im vierten und letzten Revisionsprozess vor dem Obergericht wurde Res S. am 19. Mai 1995 zu schliesslich 18 Monaten Gefängnis unbedingt verurteilt.
Wegen unzulässiger Haftbedingungen während der Untersuchungshaft im Winterthurer Bezirksgefängnis zog Res S. mit seinem Anwalt vor den Europäischen Menschenrechtsgerichtshof in Strassburg. Dieser gab ihm in einem Urteil im Juni 1991 Recht, und Res S. erhielt eine Genugtuung in der Höhe von 2'500 Franken sowie eine Prozessentschädigung von 12'500 Franken zugesprochen. Res S. konnte sich psychisch nie von der Untersuchungshaft erholen und war auch Jahre später noch in psychiatrischer Behandlung und arbeitsunfähig. Für seine überlange Haftzeit von 1291 Tagen erhielt er nie eine Entschädigung vom Staat zugesprochen.

## Bewertung
Die Heftigkeit der Polizeimassnahmen war unter anderem dadurch begründet, dass die Behörden ähnliche Jugendunruhen wie in den frühen 1980er Jahren in der Stadt Zürich (Opernhauskrawalle) befürchteten. Die Verhaftungswelle war insofern erfolgreich, als dadurch die radikale Jugendszene in Winterthur praktisch zerschlagen wurde. Juristisch gesehen erhärteten sich die Verdachtsmomente gegen die meisten Verhafteten jedoch nicht. Während meist rechte Kreise das harte Durchgreifen der Behörden begrüssten, kritisierten tendenziell linke Kreise die Verhaftungen als unverhältnismässig oder gar ungesetzlich (Vorwurf der Beugehaft), insbesondere nach dem Suizid von Gabi S. in der Untersuchungshaft. Fragen warf insbesondere der anonyme Brief an Gabi S. auf, dessen Urheber wohl ein leitender Kriminalbeamter war, der während der Ermittlungen durch Suizid starb. Die Urteile des Zürcher Obergerichts wurden mehrfach vom Kassationsgericht wegen unzulässiger Beweisführung aufgehoben und die unzulässigen Haftbedingungen vom Europäischen Gerichtshof für Menschenrechte verurteilt.

## Aufarbeitung
Die kritische Aufarbeitung der Winterthurer Ereignisse erfolgte insbesondere durch den Journalisten Erich Schmid, seit 1980 Reporter und Gerichtsberichterstatter des Tages-Anzeigers. Schmid publizierte 1986 das Buch Verhör und Tod in Winterthur. Das Buch lieferte die Vorlage für den gleichnamigen Dokumentarfilm von Richard Dindo (2001). Rudolf Gerber, der damalige Chefredakteur des zu dieser Zeit «vor allem die Behördenlinie vertretenden» Landboten, gestand 2007 ein, dass der Landbote dazumals «nicht allzugenau» hinschaute, dies aber dem damaligen Zeitgeist entsprach. Der damalige Stadtpräsident Urs Widmer befand 2008, dass das Ganze «eine ganz mühsame Sache» gewesen sei, bei der die Justiz nicht gerade eine Glanzrolle gespielt habe, man hätte damals «mehr miteinander reden» sollen.

## Filme
- Verhör und Tod in Winterthur, Dokumentarfilm nach dem gleichnamigen Titel des Buches von Erich Schmid, Schweiz, 2002, Regie: Richard Dindo.